# Gran Premio d'Australia 2003
Il Gran Premio d'Australia 2003 (LXVIII Foster's Australian Grand Prix) è stato un Gran Premio di Formula 1 disputato il 9 marzo 2003 al circuito Albert Park di Melbourne quale prima gara della stagione. La corsa fu vinta dal pilota della McLaren David Coulthard, al tredicesimo ed ultimo successo in carriera. Il podio fu completato da Juan Pablo Montoya su Williams - BMW e dal compagno di squadra di Coulthard, Kimi Räikkönen.
La gara vide il debutto in Formula 1 di Cristiano da Matta, Ralph Firman (primo pilota irlandese a correre in F1 dopo Derek Daly al Gran Premio di Las Vegas 1982), Antônio Pizzonia e Justin Wilson.

## Vigilia

### Aspetti sportivi
Nel tentativo di rendere la competizione più avvincente dopo che i precedenti mondiali erano stati dominati dalla Ferrari e di migliorare la situazione economica dei piccoli team, la FIA introdusse delle nuove regole per le qualifiche e lo svolgimento del week end di gara.
Fu organizzata una sessione di prove supplementare il venerdì mattina, riservata alle squadre che intendessero parteciparvi in cambio di una cospicua limitazione dei giorni di test durante la stagione. Aderirono a questa iniziativa Renault, Jordan, Minardi e Jaguar. Questa sessione di test sarebbe stata seguita da una sessione di prove libere di un'ora aperta a tutti i team.
Le qualifiche furono divise in due sessioni, da disputarsi venerdì e sabato pomeriggio. In entrambe, i piloti sarebbero scesi in pista uno alla volta: la sessione del venerdì, a serbatoi scarichi, avrebbe determinato l'ordine con il quale i piloti avrebbero effettuato il proprio unico tentativo nella sessione di sabato, nella quale le vetture avrebbero dovuto essere già rifornite della benzina necessaria ad affrontare la prima parte di gara. Al termine della sessione di qualifiche del sabato non si sarebbero più potute effettuare modifiche sulle vetture, che sarebbero rimaste in parco chiuso fino all'inizio della procedura di partenza. Furono inoltre eliminati la regola del 107% e il warm up di domenica mattina.

### Aspetti tecnici
Come già annunciato al termine della stagione precedente, sia la Ferrari che la McLaren scelsero di ritardare il debutto delle proprie nuove monoposto. Tuttavia, mentre la scuderia italiana si limitò a schierare la vettura dell'anno precedente, senza modificarla in modo significativo, la McLaren portò in pista una versione ampiamente rivisitata della MP4-17, caratterizzata da un retrotreno completamente nuovo e da diversi affinamenti aerodinamici sia all'anteriore che al posteriore. Tra questi vi fu l'introduzione di nuovi profili dell'alettone posteriore non più rettangolari ma smussati alle estremità, soluzione introdotta dalla Renault nella stagione precedente per ridurre la formazione di vortici e copiata anche da BAR, Williams e Jaguar.
La nuova Williams FW25 presentò parecchie modifiche rispetto alla monoposto che aveva girato nei test invernali. In particolare furono montati il cambio e la sospensione posteriore impiegati nei test sulle versioni ibride della FW24, mentre la soluzione pensata per la FW25 fu momentaneamente abbandonata. La Renault sfruttò la sessione di test privati del venerdì mattina per provare diverse soluzioni per il raffreddamento del corpo vettura e per l'aerodinamica, optando infine per una soluzione che prevedeva una ciminiera solo sul lato destro della monoposto, dove era posizionato il radiatore dell'olio.

## Prove libere

### Resoconto
La Renault fu l'unica squadra, tra quelle partecipanti alla sessione di test del venerdì mattina, a portare in pista tre vetture, affidate ai piloti titolari Trulli e Alonso e al collaudatore Allan McNish.

### Risultati
I tempi migliori nelle prove libere di venerdì mattina furono i seguenti:
| Pos | Nº | Pilota          | Costruttore        | Tempo    |
| --- | -- | --------------- | ------------------ | -------- |
| 1   | 6  | Kimi Räikkönen  | McLaren - Mercedes | 1'26"509 |
| 2   | 5  | David Coulthard | McLaren - Mercedes | 1'26"988 |
| 3   | 7  | Jarno Trulli    | Renault            | 1'27"286 |

I tempi migliori nelle prove libere di sabato mattina furono i seguenti:
| Pos | Nº | Pilota          | Costruttore | Tempo    |
| --- | -- | --------------- | ----------- | -------- |
| 1   | 7  | Jarno Trulli    | Renault     | 1'26"928 |
| 2   | 17 | Jenson Button   | BAR - Honda | 1'27"415 |
| 3   | 8  | Fernando Alonso | Renault     | 1'27"424 |

## Qualifiche

### Resoconto
La nuova procedura per le qualifiche portò effettivamente ad un rimescolamento dei valori in campo, anche se la prima fila fu occupata dalle due Ferrari di Michael Schumacher e Barrichello. Montoya, piuttosto indietro nella sessione di venerdì, fece segnare il terzo tempo, staccato di quasi un secondo dalla pole position. In quarta posizione si piazzò il sorprendente Frentzen sulla Sauber, seguito da Panis e Villeneuve, quest'ultimo autore del terzo tempo venerdì. Ralf Schumacher risultò piuttosto in difficoltà, classificandosi sedicesimo venerdì e nono sabato. Peggio di lui fecero i piloti della McLaren, con Coulthard undicesimo e Räikkönen quindicesimo. Il finlandese, dopo aver fatto segnare il secondo tempo venerdì, fece un errore all'ultima curva, compromettendo il risultato finale.
Per decisione diretta di Paul Stoddart i due piloti della Minardi non effettuarono giri cronometrati, in modo da poter evitare il regime di parco chiuso. La scelta, avversata da Gian Carlo Minardi, fu ritenuta antisportiva dalla FIA.

### Risultati
| Pos | N° | Pilota                | Team               | Pneumatici | Venerdì  | Sabato   | Dist.   |
| --- | -- | --------------------- | ------------------ | ---------- | -------- | -------- | ------- |
| 1   | 1  | Michael Schumacher    | Ferrari            | B          | 1'27"103 | 1'27"173 |         |
| 2   | 2  | Rubens Barrichello    | Ferrari            | B          | 1'26"372 | 1'27"418 | +0"245  |
| 3   | 3  | Juan Pablo Montoya    | Williams - BMW     | M          | 1'27"450 | 1'28"101 | +0"928  |
| 4   | 10 | Heinz-Harald Frentzen | Sauber - Petronas  | B          | 1'27"563 | 1'28"274 | +1"101  |
| 5   | 20 | Olivier Panis         | Toyota             | M          | 1'27"352 | 1'28"288 | + 1"115 |
| 6   | 16 | Jacques Villeneuve    | BAR - Honda        | B          | 1'26"832 | 1'28"420 | +1"247  |
| 7   | 9  | Nick Heidfeld         | Sauber - Petronas  | B          | 1'27"510 | 1'28"464 | +1"291  |
| 8   | 17 | Jenson Button         | BAR - Honda        | B          | 1'27"159 | 1'28"682 | +1"509  |
| 9   | 4  | Ralf Schumacher       | Williams - BMW     | M          | 1'28"266 | 1'28"830 | +1"657  |
| 10  | 8  | Fernando Alonso       | Renault            | M          | 1'27"255 | 1'28"928 | +1"755  |
| 11  | 5  | David Coulthard       | McLaren - Mercedes | M          | 1'27"242 | 1'29"105 | +1"932  |
| 12  | 7  | Jarno Trulli          | Renault            | M          | 1'27"411 | 1'29"136 | +1"963  |
| 13  | 11 | Giancarlo Fisichella  | Jordan - Ford      | B          | 1'27"633 | 1'29"344 | +2"171  |
| 14  | 14 | Mark Webber           | Jaguar - Cosworth  | M          | 1'27"675 | 1'29"367 | +2"194  |
| 15  | 6  | Kimi Räikkönen        | McLaren - Mercedes | M          | 1'26"551 | 1'29"470 | + 2"297 |
| 16  | 21 | Cristiano da Matta    | Toyota             | M          | 1'27"478 | 1'29"538 | +2"365  |
| 17  | 12 | Ralph Firman          | Jordan - Ford      | B          | 1'29"977 | 1'31"242 | +4"069  |
| 18  | 15 | Antônio Pizzonia      | Jaguar - Cosworth  | M          | 1'30"092 | 1'31"723 | +4"550  |
| 19  | 19 | Jos Verstappen        | Minardi - Cosworth | B          | 1'30"053 | s.t.     |         |
| 20  | 18 | Justin Wilson         | Minardi - Cosworth | B          | 1'30"479 | s.t.     |         |

## Gara

### Resoconto
La gara iniziò con il tracciato bagnato, ma con il meteo in netto miglioramento. Räikkönen rientrò ai box alla fine del giro di formazione, montando gomme da asciutto; partirono con gomme da asciutto anche Montoya e Panis, mentre le Ferrari, le Sauber e le BAR montavano gomme da bagnato.
Alla partenza Barrichello si mosse in anticipo, restando però alle spalle del compagno di squadra. I due ferraristi accumularono immediatamente un buon vantaggio sugli inseguitori, guidati da Montoya e Heidfeld. Tuttavia, la pista si asciugò rapidamente e ben presto sulle due Ferrari si verificò un'usura anomala delle gomme. Dopo due giri Coulthard, partito con le gomme da bagnato, rientrò ai box per sostituirle con quelle da asciutto. Nel corso del 6º giro il box Ferrari comunicò a Barrichello che avrebbe dovuto scontare un drive through di penalità per la partenza anticipata. Il pilota brasiliano perse concentrazione e andò a sbattere contro le barriere, danneggiando in modo irreparabile la propria vettura.
Nel frattempo Räikkönen rimontò rapidamente dalle retrovie, mentre Coulthard, con gomme da asciutto, fece segnare il giro più veloce in gara. Nonostante ciò, la Ferrari scelse di non richiamare immediatamente Schumacher ai box. Nel corso della settima tornata Da Matta uscì di pista: la vettura del brasiliano si fermò in un punto pericoloso e la direzione gara fece entrare in pista la safety car. Tutti i piloti che non lo avevano ancora fatto rientrarono ai box per montare gomme da asciutto. Quando la vettura di sicurezza si fece da parte alla fine dell'undicesimo passaggio Montoya conduceva davanti a Trulli, Ralf Schumacher, Räikkönen, Michael Schumacher, Webber, Coulthard e Villeneuve.
Cinque giri più tardi, però, sulla Jaguar di Webber si ruppe la sospensione posteriore destra e la safety car entrò nuovamente in pista. Montoya, Trulli e Ralf Schumacher approfittarono dell'interruzione per rifornire, ma il pilota tedesco perse parecchio tempo a causa di un testacoda e ripartì in fondo al gruppo. La vettura di sicurezza tornò ai box alla fine del 20º passaggio, con Räikkönen in testa insidiato da Michael Schumacher, a sua volta seguito da Coulthard, Villeneuve, Button, Montoya, Panis e Frentzen. Al 25º giro Villeneuve, che aveva problemi con la radio, entrò ai box insieme al compagno di squadra Button, causando parecchia confusione nel box della scuderia e facendo perdere quasi venti secondi all'inglese. Nel frattempo Michael Schumacher attaccò senza successo Räikkönen. Non riuscendo a passarlo, il pilota tedesco rientrò ai box nel corso del 29º giro, imitato, tre giri più tardi, dai piloti McLaren. Passò quindi a condurre Montoya, seguito da Räikkönen, Schumacher, Coulthard, Trulli e Alonso. Il pilota finlandese della McLaren fu penalizzato con un drive through per avere superato il limite di velocità nella pit lane. Räikkönen scontò la penalità al 39º passaggio, tornando in pista dietro alle due Renault. Quando Montoya rifornì per l'ultima volta al 42º passaggio, Michael Schumacher si trovò in testa.
Il pilota tedesco, però, danneggiò i deviatori di flusso della sua Ferrari passando troppo violentemente su un cordolo. Alcuni pezzi delle appendici aerodinamiche danneggiate si staccarono, andando ad infilarsi sotto la scocca. La direzione gara espose quindi al tedesco la bandiera nero - arancione, che indica l'obbligo di rientrare ai box entro tre giri per le riparazioni. Schumacher, che doveva comunque effettuare un altro pit stop, fu quindi costretto a farlo nel corso del 46º passaggio. Montoya tornò al comando, ma due giri più tardi, in difficoltà con le gomme, compì un testacoda. Coulthard, che lo seguiva da vicino, ne approfittò per superarlo e andare a vincere. Dietro allo scozzese, Montoya faticò a tenere dietro Räikkönen e Michael Schumacher, che però non riuscirono a sopravanzarlo. Quinto chiuse Trulli, seguito da Frentzen, Alonso (che colse i primi punti in carriera) e Ralf Schumacher. Per la Ferrari s'interrompe una striscia di 53 arrivi a podio consecutivi iniziata nel Gran Premio della Malesia 1999.

### Risultati
| Pos | No | Pilota                | Costruttore        | Pneum. | Giri | Tempo/Ritiro/Media         | Griglia | Punti |
| --- | -- | --------------------- | ------------------ | ------ | ---- | -------------------------- | ------- | ----- |
| 1   | 5  | David Coulthard       | McLaren - Mercedes | M      | 58   | 1h34'42"124 - 194.868 km/h | 11      | 10    |
| 2   | 3  | Juan Pablo Montoya    | Williams - BMW     | M      | 58   | +8"675                     | 3       | 8     |
| 3   | 6  | Kimi Räikkönen        | McLaren - Mercedes | M      | 58   | +9"192                     | 15      | 6     |
| 4   | 1  | Michael Schumacher    | Ferrari            | B      | 58   | +9"482                     | 1       | 5     |
| 5   | 7  | Jarno Trulli          | Renault            | M      | 58   | +38"801                    | 12      | 4     |
| 6   | 10 | Heinz-Harald Frentzen | Sauber - Petronas  | B      | 58   | +43"928                    | 4       | 3     |
| 7   | 8  | Fernando Alonso       | Renault            | M      | 58   | +45"074                    | 10      | 2     |
| 8   | 4  | Ralf Schumacher       | Williams - BMW     | M      | 58   | +45"745                    | 9       | 1     |
| 9   | 16 | Jacques Villeneuve    | BAR - Honda        | B      | 58   | +1'05"536                  | 6       |       |
| 10  | 17 | Jenson Button         | BAR - Honda        | B      | 58   | +1'05"974                  | 8       |       |
| 11  | 19 | Jos Verstappen        | Minardi - Cosworth | B      | 57   | +1 giro                    | 19      |       |
| 12  | 11 | Giancarlo Fisichella  | Jordan - Ford      | B      | 52   | Cambio (9°)                | 13      |       |
| 13  | 15 | Antônio Pizzonia      | Jaguar - Cosworth  | M      | 52   | Sospensione (12°)          | 18      |       |
| Rit | 20 | Olivier Panis         | Toyota             | M      | 31   | Pompa benzina (11°)        | 5       |       |
| Rit | 9  | Nick Heidfeld         | Sauber - Petronas  | B      | 20   | Sospensione (13°)          | 7       |       |
| Rit | 18 | Justin Wilson         | Minardi - Cosworth | B      | 16   | Radiatore (13°)            | 20      |       |
| Rit | 14 | Mark Webber           | Jaguar - Cosworth  | M      | 15   | Sospensione (6°)           | 14      |       |
| Rit | 21 | Cristiano da Matta    | Toyota             | M      | 7    | Testacoda (11°)            | 16      |       |
| Rit | 12 | Ralph Firman          | Jordan - Ford      | B      | 6    | Incidente (8°)             | 17      |       |
| Rit | 2  | Rubens Barrichello    | Ferrari            | B      | 5    | Incidente (2°)             | 2       |       |

## Classifiche

### Piloti
| Pos. | Pilota                | Punti |
| ---- | --------------------- | ----- |
| 1    | David Coulthard       | 10    |
| 2    | Juan Pablo Montoya    | 8     |
| 3    | Kimi Räikkönen        | 6     |
| 4    | Michael Schumacher    | 5     |
| 5    | Jarno Trulli          | 4     |
| 6    | Heinz-Harald Frentzen | 3     |
| 7    | Fernando Alonso       | 2     |
| 8    | Ralf Schumacher       | 1     |

### Costruttori
| Pos. | Team             | Punti |
| ---- | ---------------- | ----- |
| 1    | McLaren-Mercedes | 16    |
| 2    | Williams-BMW     | 9     |
| 3    | Renault          | 6     |
| 4    | Ferrari          | 5     |
| 5    | Sauber-Petronas  | 3     |